# Tatarstan Airlines Flight 363
Flygolyckan i Kazan 2013 inträffade 17 november då ett flygplan från flygbolaget Tatarstan Airlines havererade under landningen på Kazans flygplats. Samtliga 50 ombord tros ha omkommit i olyckan. Orsaken till haveriet var pilotfel.